# Kraina obfitości
Kraina obfitości – amerykańsko-niemiecki dramat z 2004 w reżyserii Wima Wendersa.

## Główne role
- Michelle Williams – Lana
- John Diehl – Paul
- Richard Edson – Jimmy
- Wendell Pierce – Henry
- Shaun Toub – Hassan